# 피서지에서 생긴 일 (영화)
《피서지에서 생긴 일》(A Summer Place)은 미국에서 제작된 델머 데이브즈 감독의 1959년 드라마 영화이다. 리처드 이간 등이 주연으로 출연하였고 델머 데이브즈 등이 제작에 참여하였다.

## 줄거리

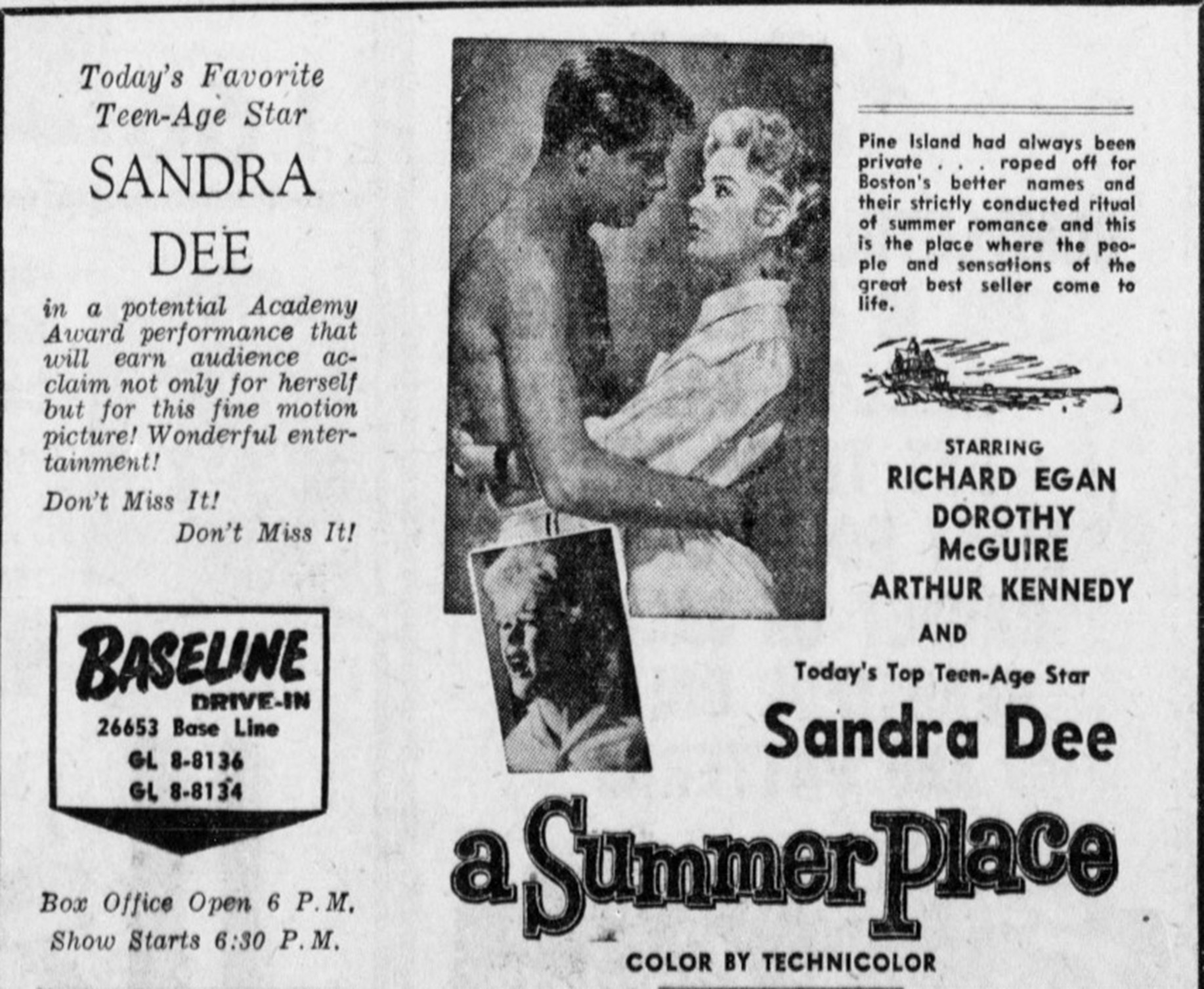
1959년 드라이브인 극장 광고

알코올 중독자인 바트 헌터(아서 케네디), 그의 아내 실비아(도로시 맥과이어), 아들 조니(트로이 도나휴)는 메인 해안의 파인 아일랜드에서 낡은 여관을 운영한다. 원래 바트의 집안 저택이었지만 집안 형편이 기울면서 객실을 손님에게 빌려주는 형편이 되었다. 어느 날, 바트는 옛 지인인 켄 요르겐슨(리처드 이건)에게서 여름 동안 숙소 예약을 원한다는 연락을 받는다. 20년 전 섬의 구조원이었던 켄은 지금은 부유한 화학자다. 바트는 켄이 성공한 걸 자랑하려는 거라며 거절하고 싶어하지만, 실비아는 돈이 필요하다며 예약을 받자고 설득한다. 부부는 자기 방을 내주고 작은 손님용 집으로 옮긴다.
켄은 아내 헬렌(콘스탄스 포드)과 딸 몰리(산드라 디)와 함께 도착한다. 헬렌과 켄의 관계는 냉랭하고 방도 따로 쓴다. 헬렌은 보수적인 성격으로, 딸 몰리의 성장한 몸매와 이성에 대한 관심을 못마땅해한다. 반면 켄은 자유로운 성향으로, 욕망은 부끄러운 게 아니라며 몰리를 이해하려 한다. 헬렌은 상류층 흉내를 내며 잘 보이려 하지만, 켄은 과거 구조원 시절을 기억하는 주민들과 거리낌 없이 어울린다.
사실 켄과 실비아는 20년 전 첫사랑이었다. 당시 가난한 대학생이었던 켄은 부잣집 아들이었던 바트와의 차이를 느끼고 물러났고, 실비아는 바트와 결혼했다. 켄은 실비아의 결혼 소식을 신문에서 보고 홧김에 헬렌과 결혼했다. 두 사람 모두 불행한 결혼생활을 이어왔지만, 자식들 때문에 참고 지냈다. 여름이 되자 다시 가까워진 켄과 실비아는 밤마다 몰래 만난다. 결국 야간 경비원에게 들키고, 경비원은 이 사실을 헬렌에게 알린다. 헬렌은 어머니의 조언을 받아 들은 체만 하고 있다가, 증거를 잡아 이혼 소송에서 유리한 위치를 차지하려 한다.
켄은 주말 동안 출장을 간다. 그 사이 몰리와 조니는 켄의 허락을 받고 섬 주변을 요트로 항해한다. 하지만 거센 물살에 보트가 뒤집혀 밤새 해변에 고립되고, 다음 날 해안경비대에 구조된다. 헬렌은 두 사람이 해변에서 성관계를 했다고 의심하지만, 몰리와 조니는 이를 부인한다. 헬렌은 억지로 딸을 산부인과 의사에게 데려가 검진시키고, 몰리가 아직 처녀라는 사실을 확인한다. 충격을 받은 몰리는 도망쳐 조니를 찾아가고, 조니는 헬렌이 다시 몰리를 해치면 죽이겠다고 위협한다.
헬렌은 경찰에 연락한 뒤 분노에 못 이겨, 바트와 켄, 실비아, 조니가 모두 있는 자리에서 실비아와 켄의 불륜을 폭로한다. 바트는 실비아가 켄을 여전히 사랑한다는 사실을 오래전부터 알고 있었다며 용서하겠다고 하지만, 실비아는 돌아갈 수 없다고 말한다. 두 가족은 결국 공개적으로 이혼 절차에 들어가고, 몰리와 조니는 서로 떨어진 기숙학교에 보내진다. 둘은 켄과 실비아에게 실망하고 말을 끊은 채, 헬렌의 간섭과 비난 속에서 점점 서로에게 의지하게 된다.
시간이 흘러, 켄과 실비아는 결혼해 해변에 있는 프랭크 로이드 라이트 스타일의 집으로 이사한다. 이들은 몰리와 조니를 집으로 초대하고, 헬렌은 법원의 결정으로 방문을 막지 못한다. 몰리와 조니는 서로를 보기 위해 초대를 받아들인다. 이 방문 중 두 사람은 성관계를 갖는다(장면은 묘사되지 않음). 켄과 실비아는 이를 눈치채고 걱정하지만, 자신들의 과거를 떠올리며 강제로 막을 수는 없다고 생각한다.
곧 몰리는 임신 사실을 알게 되고, 조니와 함께 도망쳐 결혼하려 한다. 바트를 찾아가 허락을 구하지만, 그는 술에 취한 채 결혼을 말리고, 결국 헬렌에게도 이 사실을 알린다. 마을 판사는 두 사람이 법적 혼인 가능 연령에 미치지 못했다고 판단해 결혼을 거절한다. 절망한 몰리와 조니는 켄과 실비아의 집을 찾아가고, 두 사람은 아이들을 따뜻하게 받아들인다. 결국 결혼식을 올린 몰리와 조니는 신혼여행으로 파인 아일랜드에 돌아온다.

## 출연

### 주연
- 리처드 이건 – 켄 요르겐슨 역

### 조연
- 도로시 맥과이어 – 실비아 헌터 역
- 산드라 디 – 몰리 요르겐슨 역
- 아서 케네디 – 바트 헌터 역
- 트로이 도나휴 – 조니 헌터 역
- 콘스턴스 포드 – 헬렌 요르겐슨 역
- 벨루아 본디 – 에밀리 해밀턴 햄블 부인 역
- 잭 리처드슨 – 클로드 앤드루스 역
- 마틴 에릭 – 토드 하퍼 역

## 제작 과정
영화는 캘리포니아의 퍼시픽 그로브와 몬터레이 반도 일대에서 촬영되었다. 원작자 슬론 윌슨이 처음 각본을 썼을 때는 소설 전체의 22년에 걸친 시간을 담고 있었지만, 감독 델머 데이브스는 이를 1년의 이야기로 축소했다. 데이브스는 이렇게 말했다.
내 아이들도 A Summer Place의 두 주인공과 비슷한 또래라서, 세대 간 소통이 얼마나 어려운지 잘 안다. 진부하게 들릴 수도 있겠지만, 그 간극은 사랑과 이해로 좁힐 수 있다. 우리는 복잡하고 격한 사회적 상황 속에서도 그것을 보여주려 한다. 불륜이 두 건이나 등장한다고 해서 자극적인 이야기로 오해받을 수도 있겠지만, 진짜 주제는 거기에 있지 않다. 이 영화는 도덕적 의도를 가진 작품이고, 존스톤 사무국(검열기관)의 승인도 받았다. 솔직함과 인내가 편협함에 막힌 상황의 마개를 뽑는 데 도움이 될 것이다. 우리가 하려는 건, 그 마개를 드라마로 표현하는 것이다.

켄과 실비아의 해변가 주택 장면은 프랭크 로이드 라이트가 1948년에 설계한 ‘클린턴 워커 하우스’에서 촬영되었다. 영화에서 실비아는 이 집이 라이트의 설계라고 몰리에게 설명하며, 집이 극 중 배경인 ‘파인 아일랜드’ 근처 동부 해안에 있다고 나온다. 조니와 몰리가 결혼을 거절당한 후 차를 타고 이 집으로 가는 설정이 그것이다. 또한 영화에서는 이 집이 해변과 같은 높이에 지하층이 있는 것으로 묘사되지만, 실제 워커 하우스는 미국 반대편 캘리포니아 주 카멜바이더씨의 시닉 로드에 위치하며, 단층 구조다. 이외에도 일부 장면은 카멜의 미션 랜치에 있는 허니문 코티지에서도 촬영되었다.

## 개봉과 반응
영화는 개봉 후 대중적으로 인기를 끌었지만, 비평가들의 평가는 엇갈렸다. 독립 영화관 운영자들을 위한 업계 소식지 Harrison's Reports는 이 작품을 “흥행 면에서는 확실한 수익 보장”, “잘 만들어진 오락물”, “대중 영화의 전통을 따르는 세련되고 매끈한 작품”이라 평했다. 다만 상영관 관계자들에게 “당대 영화의 가장 인기 있는 주제, 즉 ‘섹스’에 거의 전적으로 집중된 작품”이라는 점을 경고하기도 했다.
뉴욕 타임스의 하워드 톰슨은 이 영화를 “최근 몇 년 사이 가장 억지스럽고 지나치게 선정적인 영화 중 하나”라고 혹평했으며, 맥스 스타이너의 음악에 대해서도 “성적인 뉘앙스 하나하나를 모루 두드리듯 과하게 강조한다”고 비판했다.
한편, 영화 리뷰 사이트 Rotten Tomatoes에서는 총 6개의 평론을 바탕으로 83%의 긍정 평가를 받고 있으며, 평균 평점은 10점 만점에 6.00점이다.

## 주제가
1960년에 발표된 기악곡 《피서지에서 생긴 일 주제가》(Theme from A Summer Place)는 작곡가 맥스 스타이너가 영화 속에서 몰리와 조니가 등장하는 장면을 위해 보조 음악 테마로 사용한 곡이다(메인 타이틀 곡은 아님). 영화에서는 휴고 윈터할터가 연주한 버전이 쓰였다. 이후 퍼시 페이스가 편곡하고 그의 오케스트라가 연주한 버전이 나왔다. 퍼시 페이스의 이 버전은 1960년 빌보드 핫 100 차트에서 9주 연속 1위를 기록하며 당시 최장 기록을 세웠다.
이 주제곡은 이후에도 더 레터맨, 앤디 윌리엄스, 더 코드렛츠, 클리프 리처드, 줄리 런던, 빌리 본, 조애니 소머스, 더 벤처스 등 여러 아티스트들에 의해 기악 또는 보컬 버전으로 커버되었으며, 다양한 영화와 TV 프로그램에도 사용되었다. 퍼시 페이스는 이 곡을 1969년과 1976년에 두 차례 더 재녹음했다.

## 대중문화
트로이 도나휴는 《여름의 장소》 개봉 약 10개월 후에 나온 워너 브라더스 영화 《혼잡한 하늘》(The Crowded Sky)에도 주연으로 출연했다. 이 영화의 한 식당 장면에서 도나휴와 공동 출연자 에프렘 짐블리스트 주니어가 대화하는 가운데, 식당 배경음악으로 《피서지에서 생긴 일》의 인기 테마곡이 흘러나온다.
1971년 영화 《오메가 맨》(The Omega Man)에서는 찰턴 헤스턴이 연기한 주인공 로버트 네빌이 영화 시작 전 크레딧 직전 장면에서 자동차 안에서 8트랙 테이프로 영화 주제가를 듣는 장면이 나온다.
뮤지컬 《그리스》(Grease)의 노래 “Look At Me, I’m Sandra Dee” 가사에는 이 영화의 사건을 부분적으로 풍자한 내용이 포함되어 있다.
1982년 배리 레빈슨 감독의 영화 《다이너》(Diner)에서는 1959년을 배경으로, ‘부기(Boogie)’라는 인물과 그의 친구들이 《여름의 장소》 상영 영화관에 가는 장면이 나온다. 부기는 데이트 상대에게 장난을 치고, 그때 화면 속 몰리와 조니가 키스하는 장면이 겹쳐진다.
1985년 캐나다 영화 《마이 아메리칸 카우진》(My American Cousin)에서도 1959년을 배경으로 이 테마곡이 여러 차례 흘러나온다.
1993년 《심슨 가족》(The Simpsons)의 ‘호머의 이발소 콰르텟(Homer’s Barbershop Quartet)’ 에피소드에서는 재스퍼 비어즈리가 ‘이것은 《여름의 장소》 테마곡입니다’라는 가사를 붙여 노래하는 장면이 있다.
1990년대 드라마 《로이스와 클락: 슈퍼맨의 새로운 모험》(Lois & Clark: The New Adventures of Superman) 시즌 1 ‘메트로폴리스에서의 허니문(Honeymoon in Metropolis)’ 에피소드에서는 주인공 로이스가 렉서 호텔에서 주말을 보내며 휴식을 취하는데, TV에서 나오는 사랑 이야기에 지루해하는 장면에서 ‘머리를 감았다’는 대사가 나오는 장면이 등장한다.
1997년 스릴러 코미디 영화 《콘 에어》(Con Air)에서는 데이브 샤펠이 연기한 인물이 비행기 밖으로 던져지는 장면에 이 노래가 삽입되었다.
2001년 《오션스 일레븐(Ocean’s Eleven)》에서는 조지 클루니와 줄리아 로버츠가 등장하는 첫 장면에 《여름의 장소》 주제가가 사용되었다.
1978년 코미디 영화 《내셔널 램푼의 애니멀 하우스》(National Lampoon’s Animal House)에서는 두 건의 유혹 장면을 코믹하게 표현하는 데 이 테마곡이 쓰였다.
드라마 《소프라노스》(The Sopranos)의 코믹한 장면 중 하나에서 토니 소프라노가 바비 바칼리에리를 놀리며 노스트라다무스와 노틀담을 혼동하는 상황에서 이 테마곡이 등장한다.
TV 시리즈 《버피 더 뱀파이어 슬레이어》(Buffy the Vampire Slayer) 시즌 7에서는 주인공 여성들이 ‘R.J’라는 남자에게 사랑의 마법에 걸려 빠지게 되는 장면에서 이 곡이 사용되었다.
2024년 방영된 TV 시리즈 《폴아웃》(Fallout)에서도 이 테마곡이 등장한다. 비디오 게임 원작을 바탕으로 한 이 시리즈에서 주인공 루시 맥클린과 막시무스가 섹스에 대해 대화하는 코믹한 장면에 사용되었다.

## 기타
- 원작자: 슬로안 윌슨(영어판)
- 의상: 하워드 수프